# Partij van de Alliantie van Liberalen en Democraten voor Europa
De Partij van de Alliantie van Liberalen en Democraten voor Europa (ALDE) is een liberale Europese politieke partij.

## Geschiedenis
In de begintijd werd de Partij van Europese Liberalen en Democraten afgekort als LD. De Nederlandse VVD'er, en voormalig president van de Liberale Internationale, Hans van Baalen was voorzitter van de partij van 2015 tot zijn overlijden in 2021. Hij volgde in 2015 de Brit Graham Watson op. Tot 10 november 2012 stond de partij bekend onder de naam Partij van Europese Liberalen en Democraten (ELDR).

## Structuur

### Voorzitters
| Voorzitter           | Voorzitter                   | Termijn                              | Partij                                  | Land                |
| -------------------- | ---------------------------- | ------------------------------------ | --------------------------------------- | ------------------- |
| Gaston Thorn         | Gaston Thorn (1928–2007)     | 1 december 1978 – 15 juni 1981       | Demokratesch Partei                     | Luxemburg           |
| Willy De Clercq      | Willy De Clercq (1927–2011)  | 15 juni 1981 – 10 juni 1985          | Vlaamse Liberalen en Democraten         | België              |
| Colette Flesch       | Colette Flesch (1937)        | 10 juni 1985 – 25 juni 1990          | Demokratesch Partei                     | Luxemburg           |
| Willy De Clercq      | Willy De Clercq (1927–2011)  | 25 juni 1990 – 1 juli 1995           | Vlaamse Liberalen en Democraten         | België              |
| Uffe Ellemann-Jensen | Uffe Ellemann- Jensen (1941) | 1 juli 1995 – 5 oktober 2000         | Venstre                                 | Denemarken          |
| Werner Hoyer         | Werner Hoyer (1951)          | 5 oktober 2000 – 25 september 2005   | Freie Demokratische Partei              | Duitsland           |
| Annemie Neyts        | Annemie Neyts (1944)         | 25 september 2005 – 25 November 2011 | Open Vlaamse Liberalen en Democraten    | België              |
| Graham Watson        | Graham Watson (1956)         | 25 November 2011 – 20 november 2015  | Liberal Democrats                       | Verenigd Koninkrijk |
| Hans van Baalen      | Hans van Baalen (1960–2021)  | 20 november 2015 – 29 april 2021     | Volkspartij voor Vrijheid en Democratie | Nederland           |
|                      | Timmy Dooley (1969)          | 2021 – heden Co-voorzitter           | Fianna Fáil                             | Ierland             |
|                      | Ilhan Kyuchyuk (1985)        | 2021 – heden Co-voorzitter           | Beweging voor Rechten en Vrijheden      | Bulgarije           |

### Aangesloten partijen
Vanuit Nederland zijn zowel D66 als de VVD bij ALDE aangesloten. De Belgische leden zijn de Open Vld en de MR. Verder zijn onder andere lid: de FDP (Duitsland), Venstre en Radikale Venstre (Denemarken), Venstre (Noorwegen),  Jabloko (Rusland), de partijen Liberalerna en Centerpartiet uit Zweden, en Liberal Democrats (Verenigd Koninkrijk).
Op 28 februari 2022, daags na de Russische invasie van Oekraïne, werd de Oekraïense partij Sluha Narodu toegelaten.
| Tijdspanne | Fractieleider in het Europees Parlement |
| ---------- | --------------------------------------- |
| 1978–1979  | Jean-François Pintat                    |
| 1979–1984  | Martin Bangemann                        |
| 1984–1989  | Simone Veil                             |
| 1989–1991  | Valéry Giscard d'Estaing                |
| 1991–1994  | Yves Galland                            |
| 1994–1998  | Gijs de Vries                           |
| 1998–2002  | Pat Cox                                 |
| 2002–2009  | Graham Watson                           |
| 2009–2019  | Guy Verhofstadt                         |
| 2019–heden | Dacian Cioloș                           |

### Partijstructuur
Bij de ALDE zijn liberale partijen uit de lidstaten van de Europese Unie aangesloten, alsmede uit Andorra, Armenië, Georgië, Kosovo, Macedonië, Moldavië, Noorwegen, Oekraïne, Rusland en Zwitserland. De ALDE vormt in de negende legislatuur van het Europees Parlement (2019-2024) met de Europese Democratische Partij en andere aangesloten partijen de fractie Renew Europe, de derde fractie in grootte in het EP. De fractie wordt sinds de zomer van 2019 voorgezeten door de Roemeen Dacian Cioloș van de Red Roemenië-Unie (USR).
De Belgische leden zijn afkomstig van Open Vld en de MR. Vanuit Nederland zijn D66 en de VVD bij de ALDE aangesloten.
LYMEC is de jongerenorganisatie van de ALDE, waar zowel de JOVD als de Jonge Democraten lid van zijn.

## Financiering
Als geregistreerde Europese politieke partij heeft de partij recht op Europese publieke financiering, die de partij onafgebroken sinds 2004 heeft ontvangen.
Hieronder staat de ontwikkeling van de Europese publieke financiering die de partij heeft ontvangen.
Bedrag (€)Europese overheidsfinanciering van Europese politieke partijen01.000.0002.000.0003.000.0004.000.0005.000.0006.000.0002004200720102013201620192022Maximumbedragen aan overheidsfinancieringDaadwerkelijk ontvangen bedragen aan overheidsfinanciering
In overeenstemming met de Verordening inzake Europese politieke partijen en Europese politieke stichtingen, werft de partij ook private fondsen om haar activiteiten mede te financieren. Vanaf 2025 moeten Europese partijen ten minste 10% van hun vergoedbare uitgaven uit particuliere bronnen halen, terwijl de rest kan worden gedekt met Europese overheidsfinanciering.
Hieronder staat de ontwikkeling van de bijdragen en donaties die de partij heeft ontvangen.
Bedrag (€)Bijdragen van Europese politieke partijen100.000150.000200.000250.000300.000350.000400.000450.000500.00020042008201220162020ALDE
Bedrag (€)Donaties van Europese politieke partijen050.000100.000150.000200.000250.00020042008201220162020ALDE

## Leden

### Individuele leden
ALDE heeft ook een aantal individuele leden. Gedurende vele jaren had ALDE het grootste aantal individuele leden van alle Europese partijen; dit lidmaatschap is echter opgeheven en vanaf 2024 is er nog maar één individueel lid over. Net als de meeste andere Europese partijen heeft de ALDE niet geprobeerd een massaal individueel lidmaatschap te ontwikkelen.
Hieronder staat de ontwikkeling van het individuele lidmaatschap van de partij sinds 2019.
Individuele ledenIndividuele leden van Europese politieke partijen010002000300040005000201920202021202220232024ALDE

## Vertegenwoordiging in Europese instellingen
| Organisatie     | Instelling                                           | Zetelaantal   |
| --------------- | ---------------------------------------------------- | ------------- |
| Europese Unie   | Europees parlement                                   | 49 / 720(7%)  |
| Europese Unie   | Europese Commissie                                   | 5 / 27(19%)   |
| Europese Unie   | Europese Raad (Regeringsleiders)                     | 3 / 27(11%)   |
| Europese Unie   | Raad van de Europese Unie (Deelname aan de regering) |               |
| Europese Unie   | Europees Comité van de Regio's                       | 44 / 329(13%) |
| Raad van Europa | Parlementaire Vergadering (binnen ALDE)              | 88 / 612      |